# Дунедайн

Дунедайн (синд. множина Dúnedain /ˈduːnɛdaɪn/, однина Dúnadan, дунадан, «людина заходу») — у легендаріумі Дж. Р. Р. Толкіна — раса Людей, нащадків нуменорців, котрі пережили затоплення свого острівного королівства і переселилися до Еріадору у Середзем'ї, яким правив Еленділ із синами, Ісільдуром та Анаріоном. Їх також називають людьми заходу і людьми Вестернесу (дослівний переклад із синдарину). Більшість із них оселилася в Арнорі та Гондорі.
Загальною мовою дунадан звучало як адун, «західняк», але така назва майже не вживалася. Цю назву запровадили тільки для тих нуменорців, які товаришували з ельфами, інші, ворожі прибульці із затопленого королівства, були відомі як Чорні Нуменорці.

## Історія
Дунедайн походять від своїх друзів-ельфів, вони були майже єдиними із людей Першої епохи, хто виступив на боці ельфів Нолдору в Белеріанді. Їхнім першим правителем був Беор Старий, підлеглий ельфійського лорда Фінрода. Люди Беора оселилися в землях ельдар, а сам він був предком лорда Елроса Напівельфа. Під час Другої епохи, Валари віддали їм Нуменор, острів-континент, дозволивши там оселитись. З плином часу вони побудували міста-фортеці вздовж західних берегів Середзем'я, ставши правителями людей низького походження, що жили на цій території. Згодом Нуменор був затоплений і лише невелика кількість вірних ельфам нуменорців (на чолі з Еленділом) змогла врятуватись.
Дух Саурона прибув до Середзем'я саме з Нуменору, дозволивши йому знову зібрати могутню армію і кинути виклик новоствореним королівствам дунедайн, Гондору і Арнору. Спільними силами Ґіл-Ґалада і ельфів Саурона вдалося подолати, і він зник на дикому Сході на багато віків. Весь цей час королівства Гондору і Арнору процвітали.
Коли Саурон почав відновлювати свої сили, зі сходу нахлинула смертельна епідемія чуми. Її осередком стала північ, а не південь, і це призвело до зниження чисельності населення в Арнорі. Володар Дев'ятьох Примар Персня, відомий зазвичай як Анґмарський Король-Чаклун, почав нападати на розділені королівства північних дунедайн з гірської фортеці (Карн Дум). Насамкінець, йому вдалося знищити навіть Артедайн, останнє з північних королівств.
Після падіння Артедайну, залишок північнних дунедайн став слідопитами півночі, роблячи все, що було у їхніх силах, для збереження миру у спустошених землях своїх батьків. Частина дунедайн із Армору відступила на південь до Рівенделлу, тоді як невеличкі групи створили ізольовані поселення на крайньому заході Еріадору.
Із плином часу кров південних дунедайн Гондору все більше змішувалася з кров'ю людей Середзем'я. Тільки в таких містах як Дол Амрот їх родовід залишався чистим. Тривалість їхнього життя скорочувалась із кожним новим поколінням. Зрештою, навіть королі Гондора почали одружуватися із ненуменорськими жінками.
У Четверту епоху дунедайн Гондору і Арнору об'єдналися під знаменами короля Араґорна II Елессара (також відомого як Дунадан). Він одружився з Арвен, донькою Елронда (їх кровні узи були втрачені на шістдесят чотири покоління) і знову пов'язав свій рід з ельфами.
Але окрім відданих ельфам були також дунедайн півдня, вони керували своїми гарнізонами в таких місцях, як Умбар. Завдяки вченням Саурона багатьох з них привабило зло, і вони залишились вірними йому навіть після знищення їхньої батьківщини. Нині про них згадується як про Чорних Нуменорців.

## Особливості
Дунедайн Толкіна височіють над всіма людьми Середзем'я благородством духу і тіла, хоча і вони іноді ставали лихими, і, як правило, в таких випадках робили навіть більше зла ніж всі інші раси. Вони були високими на зріст, темноволосими, мали бліду шкіру і сірі очі.

Крім того, дунедайн, особливо високого походження, були надзвичайно мудрими, а іноді навіть пророками. Їхньою перевагою була довга тривалість життя (втричі довша ніж тривалість життя звичайної людини) і вони залишалися молодими до самої смерті. Хоча це й не було остаточно пояснено в «Повісті років», фактором, який майже напевно сприяв зниженню чисельності населення дунедайн, був надзвичайно низький рівень народжуваності, з великою кількістю однодітних сімей.